# Чанкири (вилајет)
Вилајет Чанкири (тур. Çankırı ili) је вилајет у Турској, који се налази у близини престонице земље, Анкаре. Престоница вилајета је град Чанкири.

## Економија
Чанкири је претежно пољопривредни крај са пшеницом, пасуљем, кукурузом и парадајзом као главним усевима. 

## Клима
Лета у Чанкирију су јако врућа и сува. Зиме су хладне и кишовите са местимичним снегом. 

## Окрузи
Вилајет Чанкири је подељен на 12 округа (престоница је подебљана):
- Аткараџалар
- Бајраморен
- Чанкири
- Черкеш
- Елдиван
- Илгаз
- Кизилирмак
- Коргун
- Куршунлу
- Орта
- Шабанозу
- Јапракли